# Горіх чорний (ділянка № 3)
«Горіх чорний (ділянка № 3)» — ботанічна пам'ятка природи місцевого значення в Україні. Пам'ятка природи розташована на території Чортківського району Тернопільської області, с. Дзвинячка, Мельнице-Подільське лісництво, кв. 80 в. 30, лісове урочище «Дача „Ярки”».
Площа — 1,50 га, статус отриманий у 1994 році.